# Cusiala piperitaria
Cusiala piperitaria är en fjärilsart som beskrevs av Charles Oberthür 1880. Cusiala piperitaria ingår i släktet Cusiala och familjen mätare. Inga underarter finns listade i Catalogue of Life.